# Mulert

stamwapen

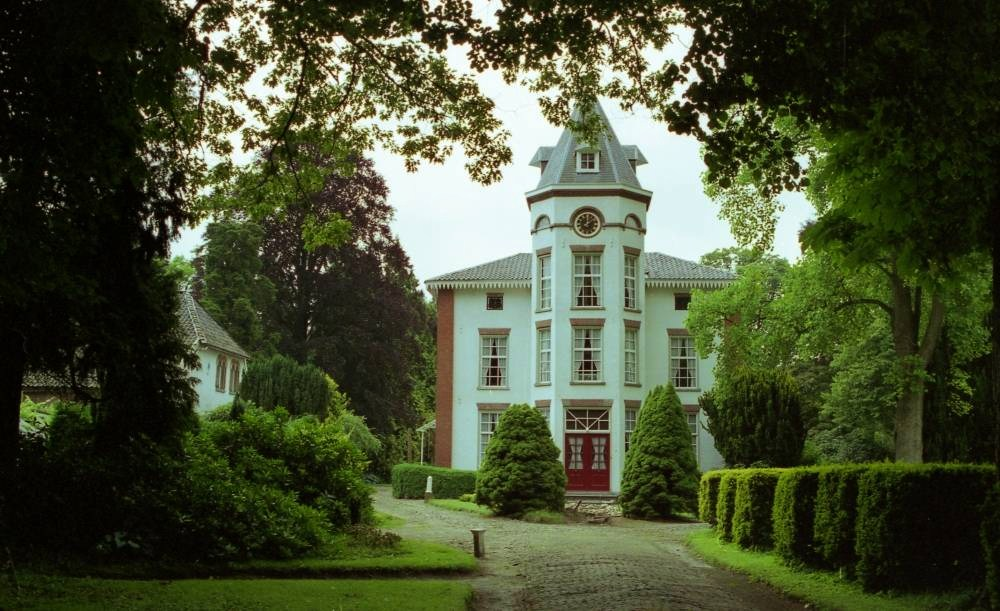
Havezate Backenhagen

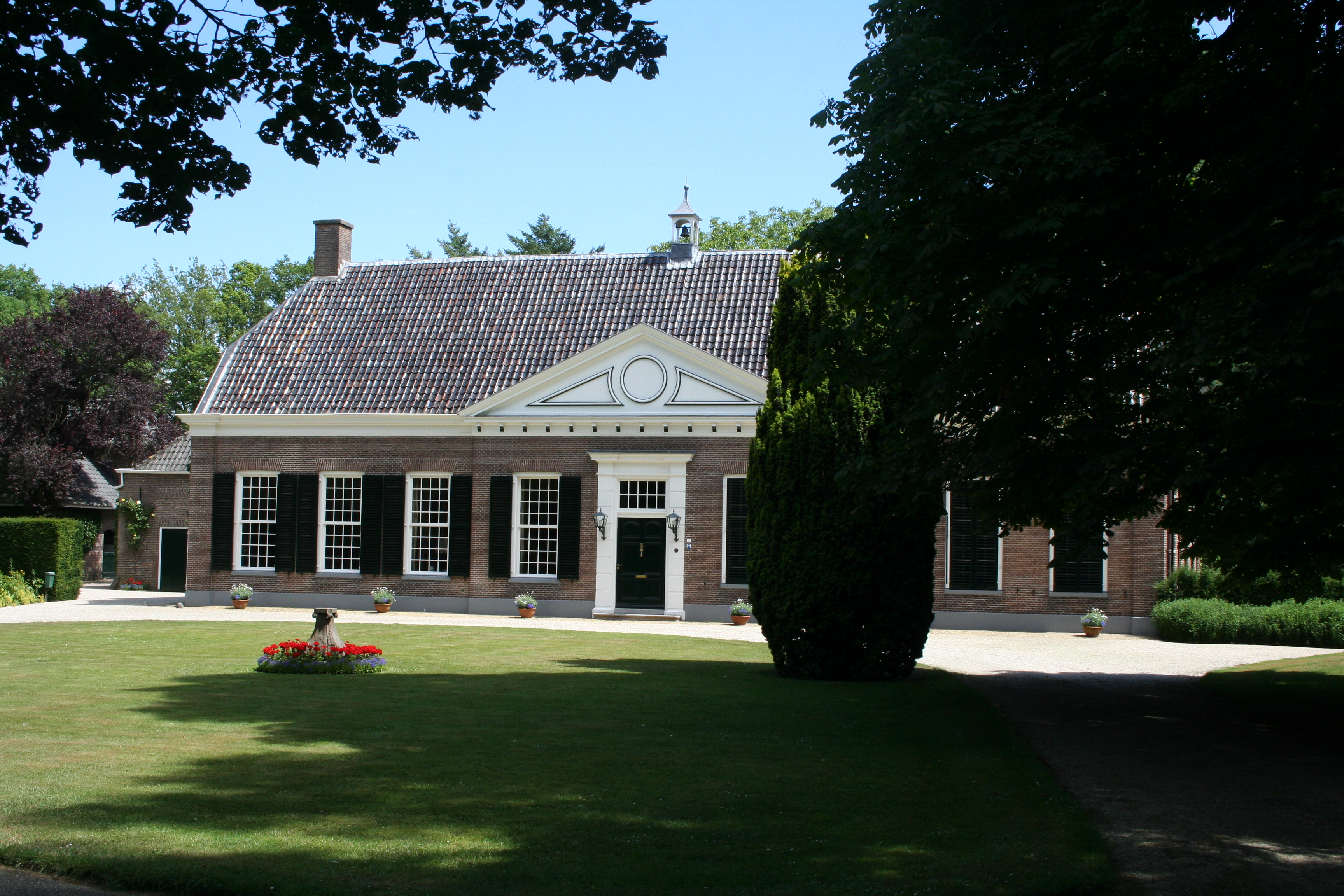
Havezate De Leemcule in Dalfsen

Mulert (ook: Van Omphal Mulert, Mulert tot de Leemcule en: Van Mulert) is een oud-adellijk geslacht uit Overijssel waarvan leden sinds 1814 behoorden tot de Nederlandse adel van het koninkrijk en welk adellijk geslacht in 1994 uitstierf.

## Geschiedenis
De stamreeks begint met Gerd Mulert die tussen 1343 en 1369 schout en richter van Hasselt was. In de 17e eeuw ontstaan twee takken: die van de havezate Backenhagen en die van de havezate Leemcule. Backenhagen komt in het bezit van de familie Mulert door huwelijk in 1609 van Johan Mulert (†1623) met Ida de Bake (†1642), dochter van Johan de Bake, heer tot Bakenhagen (en voordien Rotgerinck geheten); deze zou tot 1822 in de familie Mulert blijven.
Bij Souverein Besluit van 28 augustus 1814 werden twee leden van het geslacht benoemd in de ridderschap van Overijssel en daarmee leden van de Nederlandse adel; in 1822 werd voor hen de titel van baron erkend. In 1822 en 1882 werden nog twee leden erkend te behoren tot de Nederlandse adel met de titel van baron op allen.

## Telg
- Willem Jan baron Mulert tot de Leemcule (1782-1857), officier en politicus